# Niederthalheim
Niederthalheim è un comune austriaco di 1 086 abitanti nel distretto di Vöcklabruck, in Alta Austria.